# Местор (сын Птерелая)
Местор (др.-греч. Μήστωρ) — персонаж древнегреческой мифологии, сын Птерелая, царя телебоев. Брат Хромия, Тиранна, Антиоха, Херсидаманта, Евера, Комето. Был убит в битве с сыновьями Электриона.
Сыновья Птерилая, вместе с тафийцами требовали от Электриона возвращения Микен, принадлежавших отцу Гиппотои Местору, сыну Персея. Получив отказ, они стали угонять коров Электриона и сразились с его сыновьями, в этом поединке погибли все сыновья Электриона, кроме Ликимния, и сыновья Птерилая, кроме Эвера, который охранял суда